# Lopholaena platyphylla
Lopholaena platyphylla là một loài thực vật có hoa trong họ Cúc. Loài này được Benth. mô tả khoa học đầu tiên.